# Хорас Слъгхорн
Професор Хорас Слъгхорн е герой от поредицата Хари Потър. Преди началото на шестата учебна година на Хари Потър в Хогуортс, Албус Дъмбълдор моли Професор Слъгхорн, да заеме отново мястото на учител по Отвари в училището за магия и вълшебство Хогуортс, след като Сивиръс Снейп е бил назначен за учител по Защита срещу черните изкуства в Хогуортс. Слъгхорн приема и в шестата и седмата част от поредицата е учител по Отвари в училището. В края на седмата и последна част от поредицата Хорас Слъгхорн участва в отбраната на Хогуортс от Волдемор и смъртожадните. От края на шестата част до края на самата поредица Хорас Слъгхорн е ръководител на дома Слидерин.